# Jacques Handschin
Jacques Samuel Handschin (russisch: Jakov Jakovlevic Handschin; * 5. April 1886 in Moskau; † 25. November 1955 in Basel) war ein russisch-schweizerischer Organist und Musikwissenschaftler.

## Biographie
Jacques Handschin besuchte zunächst ein Gymnasium in Moskau und später die Handelsschule in Neuenburg. Während seiner Gymnasialzeit in Moskau erhielt er Orgelstunden durch den aus St. Gallen stammenden Organisten Friedrich Brüschweiler. Anschliessend studierte er ab 1905 zunächst an der Universität Basel, dann an der Ludwig-Maximilians-Universität München Geschichte, Philologie und Nationalökonomie. Danach folgte, ausdrücklich entgegen dem Wunsch der Eltern, das Studium der Musik bei Max Reger. Als dieser 1907 zum Leipziger Universitätsmusikdirektor berufen wurde, folgte Handschin ihm nach Leipzig. Dort wurde er zusätzlich von Thomasorganist Karl Straube, der auch Lehrer am Königlichen Konservatorium der Musik war, unterrichtet und hörte Vorlesungen bei Hugo Riemann. Im Jahr 1908 weilte er zu einem Studienaufenthalt in Paris und erhielt Unterricht bei Charles-Marie Widor.
1909 wurde er als Nachfolger Louis Homilius’ Orgellehrer am Sankt Petersburger Konservatorium. Hier trat er für eine Stärkung der Orgel als Konzertinstrument ein. Zu seinen Schülern zählten unter anderem Sergei Prokofjew und Nikolai Wanadsin, der nach Handschins Emigration sein Nachfolger als Leiter der Orgelklasse wurde. In seiner Sankt Petersburger Zeit ging Handschin einer regen Tätigkeit als Konzertorganist und Musikkritiker nach. So spielte er Orgelkonzerte u. a. mit Werken deutscher, französischer und russischer Komponisten (besonders mit Kompositionen Johann Sebastian Bachs) und verfasste zahlreiche Artikel und Rezensionen über das städtische Konzertleben. Darüber hinaus regte er verschiedene russische Komponisten an, Werke für Orgel zu schreiben. Dadurch entstanden Orgelkompositionen u. a. von Alexander Glasunow, Sergei Tanejew oder Sergei Ljapunow.
Im Sommer 1912 war er vorübergehend Organist am Berner Münster. Er verzichtete auf die endgültige Wahl in dieses Amt und wurde Organist an der evangelisch-lutherischen Petri-Kirche in Sankt Petersburg. 1914 wurde er zum Professor am Sankt Petersburger Konservatorium berufen. Zwischen 1919 und 1920 verwaltete er die wissenschaftlich-theoretische Musikabteilung des Volkskommissariats für Bildungswesen. Auf Beschluss dieser Abteilung gründete Handschin 1919 zusammen mit dem russischen Mathematiker Valentin Kowalenkow ein musikakustisches Laboratorium, in welchem u. a. temperierte Tonleitern erforscht wurden.
1921 musste er aus politischen Gründen in die Schweiz emigrieren, wobei zahlreiche Dokumente, darunter Aufzeichnungen für ein Promotionsvorhaben, verloren gingen. In Basel wurde er Schüler von Karl Nef und legte noch im selben Jahr eine neue Dissertation über die mehrstimmige Musik des 13. Jahrhunderts vor. Zwischen 1922 und 1924 war er Organist der Linsebühlkirche in St. Gallen. 1924 habilitierte er sich mit einer Arbeit über die mehrstimmige Musik der St.-Martial-Epoche an der Universität Basel. Im selben Jahr wechselte er an die Zürcher St. Peter-Kirche, wo er bis 1935 als Organist wirkte. Nach seiner Tätigkeit als Privatdozent wurde er 1930 zum ausserordentlichen Professor an der Universität Basel ernannt. 1935 trat er das Amt des Organisten an der Basler Martinskirche an und wurde im selben Jahr auf eine ordentliche Professur für Musikwissenschaft an der Universität Basel berufen. Ab 1936 war er Präsident der Internationalen Gesellschaft für Musikwissenschaft.
Er war mit Anna, geborene Nikitin (1892–1976), verheiratet. Seine letzte Ruhestätte fand er auf dem Wolfgottesacker in Basel im Familiengrab der Familie Handschin.

## Wissenschaftliche Arbeit
Als Hauptbeschäftigungsfelder Jacques Handschins sind zunächst die historische und theoretische Musikwissenschaft zu nennen. Auf dem Gebiet der Musikgeschichte befasste er sich besonders mit der Musik des Mittelalters (siehe die Themen seiner Dissertation und Habilitation). In musiktheoretischer Hinsicht vertrat Handschin den Ansatz, Sachverhalte müssten sich auf naturwissenschaftliche, speziell physikalische und psychologische Erkenntnisse zurückführen lassen. Damit steht er ganz in einer musiktheoretischen Tradition des 19. Jahrhunderts (vgl. Hermann von Helmholtz, Arthur von Oettingen, Hugo Riemann). Die bedeutendsten Publikationen dieser beiden Forschungszweige, die Musikgeschichte und Der Toncharakter, entstammen dem Jahr 1948.
Zu diesen Schwerpunkten traten gelegentliche monographische Arbeiten etwa zu musikethnologischen Themenbereichen, zu Fragen der Aufführungspraxis und zum Instrumentenbau (u. a. zur Elsässischen Orgelreform und Orgelbewegung).
Mit Jewgeni Gunsts Nachlass, der ihm kurz vor seinem Tod von Gunsts Witwe übergeben worden war. konnte er sich nicht mehr befassen.

## Publikationen
- Der Toncharakter: Eine Einführung in die Tonpsychologie. Atlantis, Zürich 1948 (diverse Neuauflagen).
- Musikgeschichte im Überblick. Räber, Luzern 1948.
- Das Zeremonienwerk Kaiser Konstantins und die sangbare Dichtung. F. Reinhardt, Basel 1942.
- Charles-Marie Widor. Basel 1937.
- Über das Studium der Musikwissenschaft. Hug & Co., Zürich/Leipzig 1936.
- Strawinsky: Versuch einer Einführung. Hug & Co., Zürich/Leipzig 1933.
- Camille Saint-Saëns. Orell Füssli, Zürich 1929.
- Die Orgelbewegung in der Schweiz. Kassel 1928.
- Über die mehrstimmige Musik der St. Martial-Epoche sowie die Zusammenhänge zwischen Notre Dame und St. Martial und die Zusammenhänge zwischen einem dritten Stil und Notre Dame und St. Martial. Habilitationsschrift Universität Basel, Basel 1924.
- Mussorgski: Versuch einer Einführung. Orell Füssli, Zürich 1924.
- Choralbearbeitungen und Kompositionen mit rhythmischem Text in der mehrstimmigen Musik des XIII. Jahrhunderts. Dissertation der philosophischen Fakultät der Universität Basel, Basel 1923.
- Zur Geschichte der Orgel in Russland: Über eine neue Auffassung der Musik des XIV.–XVI. Jahrhunderts. St. Petersburg 1916.
- Die Orgel als Konzertinstrument. St. Petersburg 1909.

## Würdigungen
Seit 2009 vergibt die Schweizerische Musikforschende Gesellschaft (SMG) alle zwei Jahre den mit 10'000 Schweizer Franken dotierten Jacques-Handschin-Preis für junge Nachwuchswissenschaftler.